# Zethus romandinus
Zethus romandinus är en stekelart som beskrevs av Henri Saussure 1852. Zethus romandinus ingår i släktet Zethus och familjen Eumenidae. Inga underarter finns listade i Catalogue of Life.